# Monteneuf
Monteneuf è un comune francese di 721 abitanti situato nel dipartimento del Morbihan nella regione della Bretagna.

## Società

### Evoluzione demografica
Abitanti censiti